# Emil Julius Uhlfelder
Emil Julius Uhlfelder (* 9. Februar 1871 in München; † 11. August 1935 ebenda) war ein deutscher Chemiker.

## Leben
Geboren als Sohn des jüdischen Bankiers und Handelsrichters am Landgericht, Hermann Uhlfelder (1836–1902), und dessen Ehefrau Jenny, geborene May (1843–1915), wuchs Emil Uhlfelder mit seinen Geschwistern Joseph (1867–1906) und Franziska (1868–1890) in München auf. Von 1880 bis 1890 besuchte er das humanistische Maximiliansgymnasium. Nach dem Abitur, unter anderem mit Ernst von Bibra, Otto Dimroth, Sigmund Hellmann und August Möslinger, studierte er Chemie an der Universität München und promovierte 1896 als Assistent am Chemischen Laboratorium des königlichen General-Konservatoriums zum Dr. phil. mit der Dissertation „Über einige Derivate des Nitrobiurets und des Nitrodicyandiamidins“. 
Uhlfelder forschte und veröffentlichte im Bereich der organischen Chemie. Mit Alfred Einhorn synthetisierte er 1904 in den Farbwerken Hoechst das Lokalanästhetikum Novocain, das im Jahre 1905 patentiert wurde. Es wurde vor allem in der Zahnmedizin als Ersatzpräparat für Kokain eingesetzt. 
1905 erwarb Uhlfelder das Bürgerrecht in München. Er blieb unverheiratet und starb im Alter von 64 Jahren; seine Urne wurde im Grab der Tochter Franziska auf dem Alten israelitischen Friedhof in München beigesetzt.

## Veröffentlichungen (Auswahl)
- mit Johannes Thiele: Über Nitro- und Aminobiuret in: Chemiker-Zeitung, Nr. 36, 1898, S. 308 ff.
- mit Ludwig Vanino: Über organische Peroxyde, in: Berichte der deutschen chemischen Gesellschaft, Bd. 33, 1900, S. 1043 ff.
- Über die Einwirkung von Phosphorpentachlorid auf Anthranilsäure (Hrsg.: Chemisches Labor. der kgl. Akademie der Wissenschaften zu München), München 1903.
- mit Alfred Einhorn: Über den p-Aminobenzoësäurediäthylamino- und -piperidoäthylester. 1909.
- mit Alfred Einhorn, Karl Fiedler, Carl Ladisch: Über p-Aminobenzoësäurealkaminester, in: Justus Liebig's Annalen der Chemie, Bd. 10, S. 142 ff.
- mit Alfred Einhorn: Über Ester und Alkaminester der m, p-Diaminobenzoësäure, in Justus Liebig's Annalen der Chemie 1909, S. 162 ff.
- mit Alfred Einhorn: Über neue Arzneimittel, in: Justus Liebig's Annalen der Chemie, Bd. 371, 1909, S. 130 ff.